# Crime Scene Riviera
Crime Scene Riviera (orig. Section de recherches) ist eine französische Krimiserie, die vom 11. Mai 2006 bis 11. März 2021 auf TF1 ausgestrahlt wurde. Die deutschsprachige Erstausstrahlung erfolgte ab dem 28. August 2016 beim deutschen Pay-TV-Sender Sat.1 emotions. Einen Tag später begann die Free-TV-Ausstrahlung bei Sat.1. Mit der vierzehnten Staffel kam die Serie zum Ende mit insgesamt 163 Folgen.
Die Serie handelt von einer Spezialeinheit der Gendarmerie in Bordeaux (2006 bis 2013) bzw. Nizza (seit 2014). Das Team um Capitain Enzo Ghemara (Staffel 1 bis 5) bzw. Capitain Martin Bernier (seit Staffel 5) ermittelt über Frankreichs Grenzen hinaus in Fällen von Kindesentführungen, Kapitalverbrechen und Sexualstraftaten.
Ursprünglich sollte die Serie nach der Stadt Nizza benannt werden und „Crime Scene Nizza“ lauten, obwohl der Titel in anglisierter Form korrekt „Crime Scene Nice“ hätte lauten müssen.

## Figuren nach Tätigkeit
| Figur                                                                       | Staffel                          |
| Chef der „Section de recherches“                                            | Chef der „Section de recherches“ |
| --------------------------------------------------------------------------- | -------------------------------- |
| Colonel Derville                                                            | 1–5                              |
| Kommandant Enzo Ghemara                                                     | 5–7                              |
| Teamchef                                                                    |                                  |
| Capitain Enzo Ghemara                                                       | 1–5                              |
| Lieutenant / Capitain Martin Bernier                                        | 5–7                              |
| stellvertretender Teamchef                                                  |                                  |
| Major Martin Bernier                                                        | 1–5                              |
| Adjudant-Chef / Major Mathilde Ghemara-Delmas                               | 5–7                              |
| Teammitglieder                                                              |                                  |
| Adjudant Mathilde Ghemara-Delmas                                            | 1–5                              |
| Gendarm / Maréchal des Logis-Chef / Adjudant / Adjudant-Chef Luc Irrandonéa | 1–7                              |
| Adjudant-Chef Claire Linsky                                                 | 3–4                              |
| Adjudant Fanny Caradec                                                      | 5–7                              |
| Adjudant Sara Cazanova                                                      | 7                                |
| Chef der „Technicien en Identification Criminelle“ (TIC)                    |                                  |
| Capitain / Kommandant Nadia Angeli                                          | 1–7                              |
| TIC-Mitglieder                                                              |                                  |
| Léon                                                                        | 1–2                              |
| Gendarm Marc-Olivier „Marco“ Delcroix                                       | 5–7                              |
| Chef der „Groupe d'Observation et de Surveillance“ (GOS)                    |                                  |
| Lieutenant Nathalie Charlieu                                                | 1–7                              |
| Staatsanwaltschaft                                                          |                                  |
| Alain Berger                                                                | 5–7                              |

| Figur                                                    | Staffel                          |
| Chef der „Section de recherches“                         | Chef der „Section de recherches“ |
| -------------------------------------------------------- | -------------------------------- |
| Colonel Martel                                           | 8–                               |
| Teamchef                                                 |                                  |
| Capitain Martin Bernier                                  | 8–                               |
| stellvertretender Teamchef                               |                                  |
| Lieutenant Lucas Auriol                                  | 8–                               |
| Teammitglieder                                           |                                  |
| Adjudant Sara Cazanova                                   | 8–                               |
| Adjudant Alexandre „Alex“ Sainte-Rose                    | 8–                               |
| Adjudant Victoire „Vicky“ Cabral                         | 8–                               |
| Lieutenant Roxane Janin                                  | 8–9                              |
| Lieutenant Camille Chatenet                              | 10–                              |
| Chef der „Technicien en Identification Criminelle“ (TIC) |                                  |
| Kommandant Nadia Angeli                                  | 8–                               |
| Staatsanwaltschaft                                       |                                  |
| Thierry Calvi                                            | 8–9                              |
| Le Proc                                                  | 9                                |
| La Proc                                                  | 10–                              |

Anmerkungen
1. ↑  Seit Staffel 5 (Folge 37) ist Ghemara im Rang eines Kommandanten.
2. ↑  Bis Staffel 5 (Folge 37) ist Enzo Ghemara im Rang eines Capitains.
3. ↑  Von Staffel 5 (Folge 38) bis Staffel 7 (Folge 68) ist Bernier im Rang eines Lieutenants, seit Staffel 7 (Folge 68) im Rang eines Capitains.
4. ↑  Bis Staffel 5 (Folge 38) ist Martin Bernier im Rang eines Major. Dieser entspricht in etwa einem Polizeihauptmeister mit Amtszulage.
5. ↑  Von Staffel 5 (Folge 42) bis Staffel 7 (Folge 68) ist Ghemara-Delmas im Rang eines Adjudant-Chefs und seit Staffel 7 (Folge 68) im Rang eines Majors.
6. ↑  Bis Staffel 5 (Folge 42) ist Mathilde Ghemara-Delmas im Rang eines Adjudant.
7. ↑  In der ersten Staffel ist Luc Irrandonéa im Rang eines Gendarms, von Staffel 2 (Folge 5) bis Staffel 6 (Folge 52) im Rang eines Maréchal des Logis-Chefs und von Staffel 6 (Folge 52) bis Staffel 7 (Folge 68) im Rang eines Adjudant.
8. ↑  Bis Staffel 7 (Folge 68) ist Nadia Angeli im Rang eines Capitains, seit Staffel 7 (Folge 68) im Rang eines Kommandanten.

## Deutsche Fassung
Die deutsche Synchronisation erfolgt durch die Synchronfirma Arena Synchron in Berlin, wobei Nadine Geist für Dialogbuch und Dialogregie verantwortlich ist. Des Weiteren sind Annemarie Vogel, Martina Marx sowie Cindy Beier ebenfalls für das Dialogbuch verantwortlich und Oliver Feld ebenfalls für die Dialogregie. Synchronisiert wird ab der achten Staffel der Serie.
Der deutsche Titel siedelt die Serie an der Riviera an, obwohl die ersten sieben Staffeln (2006 bis 2014) noch in Bordeaux, also nicht in der französischen Riviera, spielen. Sat.1 strahlt die Serie allerdings beginnend mit der 8. Staffel aus, sodass der Titel den Handlungsort der in Deutschland ausgestrahlten Episoden richtig benennt.
| Figur                                                 | Darsteller          | Deutscher Sprecher | Hauptrolle (Staffel) | Gastrolle (Staffel) |
| ----------------------------------------------------- | ------------------- | ------------------ | -------------------- | ------------------- |
| Martin Bernier                                        | Xavier Deluc        | Matthias Klie      | 1–                   |                     |
| Nadia Angeli                                          | Chrystelle Labaude  |                    | 1–                   |                     |
| Sara Cazanova                                         | Manon Azem          |                    | 7–                   |                     |
| Lucas Auriol                                          | Franck Sémonin      | Jaron Löwenberg    | 8–                   |                     |
| Alexandre „Alex“ Sainte-Rose                          | Stéphane Soo Mongo  |                    | 8–                   |                     |
| Victoire „Vicky“ Cabral                               | Felicité Chaton     | Anja Stadlober     | 8–                   |                     |
| Camille Chatenet                                      | Raphaèle Bouchard   |                    | 10–                  |                     |
| Luc Irrandonéa                                        | Jean-Pascal Lacoste |                    | 1–7                  | 8                   |
| Mathilde Ghemara-Delmas                               | Virginie Caliari    |                    | 1–7                  |                     |
| Enzo Ghemara                                          | Kamel Belghazi      |                    | 1–7                  |                     |
| Nathalie Charlieu                                     | Olivia Lancelot     |                    | 1–7                  |                     |
| Léon                                                  | Julien Courbey      |                    | 1–2                  |                     |
| Claire Linsky                                         | Linda Hardy         |                    | 3–4                  |                     |
| Marc-Olivier „Marco“ Delcroix alias Stéphane Leusieur | Vincent Primault    |                    | 5–7                  | 8–9                 |
| Fanny Caradec                                         | Félicité Du Jeu     |                    | 5–7                  |                     |
| Alain Berger                                          | Bernard Montiel     |                    | 5–7                  |                     |
| Roxane Janin                                          | Julie Fournier      | Mareile Moeller    | 8–9                  |                     |
| Thierry Calvi                                         | Christian Vadim     |                    | 8–9                  |                     |

## Ausstrahlung
| St. | Ep. | Premiere (TF1)                | ø Reichweite |
| --- | --- | ----------------------------- | ------------ |
| 1   | 4   | 11. und 18. Mai 2006          | 8,02 Mio.    |
| 2   | 8   | 6. – 28. Sep. 2007            | 5,75 Mio.    |
| 3   | 10  | 20. Nov. 2008 – 29. Jan. 2009 | 6,73 Mio.    |
| 4   | 14  | 10. Sep. 2009 – 11. März 2010 | 6,36 Mio.    |
| 5   | 14  | 10. März – 28. Apr. 2011      | 7,10 Mio.    |
| 6   | 10  | 26. Apr. – 24. Mai 2012       | 6,35 Mio.    |
| 7   | 16  | 28. Feb. – 18. Apr. 2013      | 6,74 Mio.    |
| 8   | 12  | 27. Feb. – 3. Apr. 2014       | 6,90 Mio.    |
| 9   | 12  | 5. Feb. – 19. März 2015       | 6,10 Mio.    |
| 10  | 13  | 28. Jan. – 31. März 2016      | 6,81 Mio.    |
| 11  | 14  | 5. Jan. 2017 –                |              |

Die Serie wurde ab 11. Mai 2006 donnerstags um 20:55 Uhr auf dem französischen Fernsehsender TF1 erstausgestrahlt. Ab Januar 2017 hatte die elfte Staffel Premiere. Die Serie wurde auch in Belgien, Italien, Katalonien sowie in der Schweiz ausgestrahlt.
Nach dem Erfolg der französischen Krimiserie Profiling Paris, die ebenfalls von TF1 ausgestrahlt wird, sicherte sich ProSiebenSat.1 die deutschen Ausstrahlungsrechte. Ende Juli 2016 wurde die deutschsprachige Erstausstrahlung auf dem Pay-TV-Sender Sat.1 emotions angekündigt. Ab dem 28. August 2016 begann die Erstausstrahlung mit der achten Staffel in Doppelfolgen. Die neunte Staffel folgte im Oktober und November 2016.
Die Free-TV-Ausstrahlung fand ab dem 29. August 2016 bei Sat.1, ebenfalls beginnend mit der achten Staffel und in Doppelfolgen, statt. Die erste Episode auf Sat.1 sahen insgesamt 1,75 Millionen Zuschauer, was für Sat.1 5,9 Prozent Marktanteil entspricht. Nur 5,6 Prozent Marktanteil mit 0,56 Millionen Zuschauern wurden in der Zielgruppe erreicht. Die zweite Episode erreichte für Sat.1 mittelmäßige 6,6 Prozent Marktanteil bei 1,79 Millionen Zuschauern. Bei den 14- bis 49-Jährigen wurde ein  Marktanteil von 5,0 Prozent ermittelt, was 0,50 Millionen Zuschauern entsprach. Angesichts der miserablen Quoten der ersten sechs Folgen nahm Sat.1 die Serie am 15. September 2016 aus dem Programm.
Allerdings stellte Sat.1 die restlichen Folgen der achten Staffel auf der Website des Senders, jeweils Montagabend, online aus. Die letzte Folge wurde erstmals am 10. Oktober 2016 veröffentlicht und war bis zum 16. Oktober 2016 verfügbar. In der Schweiz ist sie seit dem 22. Juli 2017 ist in deutscher Sprache (beginnend mit der 8. Staffel) auf Puls 8 zu sehen. Die achte Staffel der Serie war auch auf maxdome verfügbar.